# Уайт (остров)
Уайт или Вайт (англ. Isle of Wight, лат. Vecta, Vectis insula) — самый большой остров у побережья Англии, расположен в проливе Ла-Манш на расстоянии 5—8 км от побережья графства Хемпшир, отделён от острова Великобритания проливом Солент. Административно образует церемониальное неметропольное и унитарное графство Айл-оф-Уайт. Входит в состав региона Юго-Восточная Англия. 
Столица и крупнейший город — Ньюпорт. Население — 138 тыс. человек (46-е место среди графств; данные 2011 года).

## Этимология
Традиционная точка зрения предполагает, что название острова — кельтского происхождения и означает «место разделения». Существует гипотеза и о германском происхождении названия, согласно которым оно произошло от прагерманского *wextiz, записанного на латинском языке как Vectis и сохранившегося в современных языках как:
- англ. wight, wiht — что-то малое
- нем. wicht — карлик, бес
- нидерл. wicht — маленькая девочка
- норв. vette — создание, существо, в основном сверхъестественное

## География
Остров Уайт, имеющий приблизительно форму ромба с диагоналями 40 км и 20 км, занимает общую площадь 380 км² (46-е место среди графств и 122-е среди районов), омывается с юга проливом Ла-Манш, на севере отделен от острова Великобритания проливом Солент. На мысе Святой Екатерины, который является самой южной оконечностью острова, находится маяк Святой Екатерины.

## История

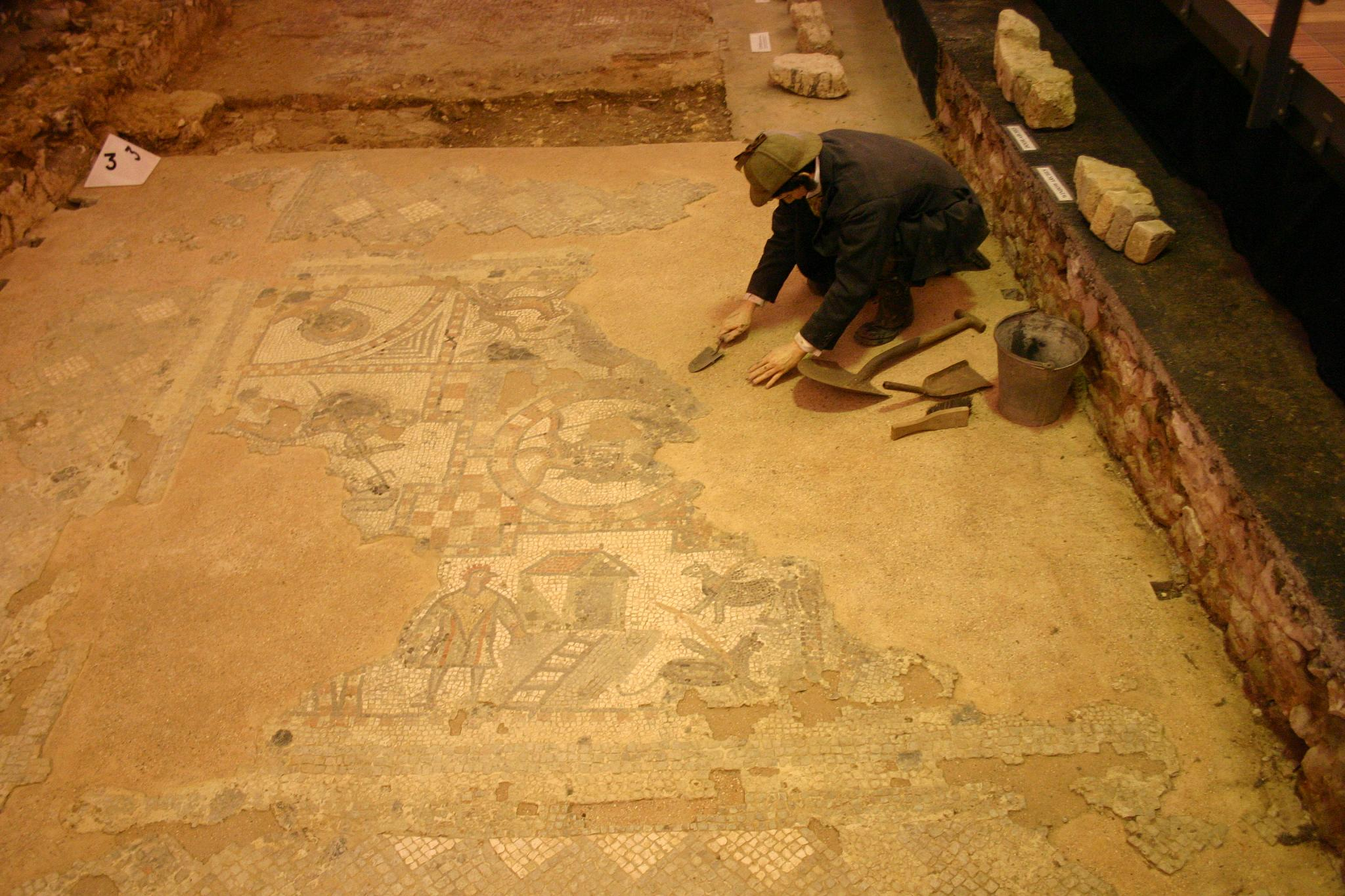
Остатки мозаики римской усадьбы в Брейдинге

Предположительно, остров Уайт был отрезан от материковой Европы и Великобритании проливами Ла-Манш и Солент в конце последнего ледникового периода из-за поднятия уровня мирового океана. Был частью Кельтских Британских островов, и, известный римлянам под именем Вектис, был захвачен в I веке нашей эры будущим императором Веспасианом. Памятниками римской эпохи остались римские усадьбы в Ньюпорте и Брейдинге, открытые для посещения публики в качестве музеев.

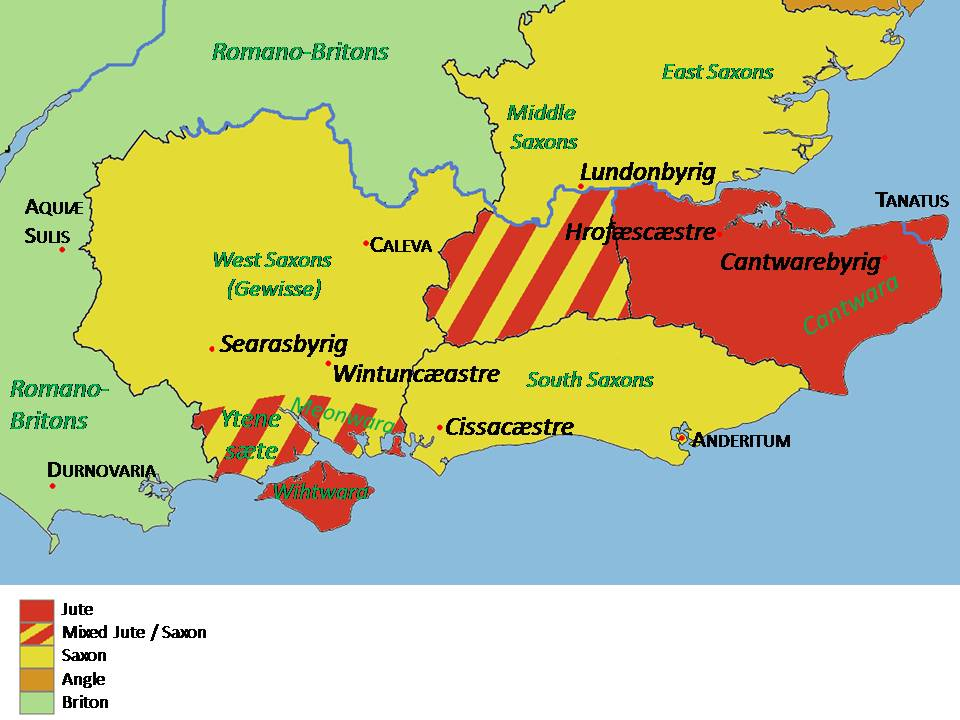
Земли ютов в Британии к 575 году

В конце IV — начале V века римляне покинули остров, который вскоре был заселён ютами.
Согласно англосаксонским хроникам в 530 году остров был захвачен королём Уэссекса Кердиком и его сыном Кинриком. После смерти короля Кердика (534) остров перешёл к его племянникам, ставшим первыми королями острова Уайт. Остров и прилегающие территории южного Хэмпшира принадлежали королям Уайта до того как в 661 году Вульфхер, король Мерсии, захватил Уайт, сделал попытку обратить население в христианство и передал его своему крёстному сыну Этельвалху королю Суссекса.
В 685 году остров Уайт захватил король Уэссекса Кэдвалла. Он предпринял новую попытку христианизировать население острова при поддержке епископа Вильфрида Йоркского. В результате остров стал частью Уэссекса, а в последующем частью графства Хэмпшир.
Во время гражданской войны в Англии в ноябре 1647 года Карл I бежал из плена на остров Уайт, но был заключён в замок Карисбрук губернатором острова. Король пробыл в замке четырнадцать месяцев вплоть до его перевода в замок Хёрст, последующего суда и казни.
В 1851 году вокруг острова Уайт была проведена регата Королевской яхтенной эскадры и приглашенных яхт. Кубок «Америки», как впоследствии назвали гонку в честь победившей яхты, стал одной из самых известных и самых престижных регат в мире.
В 1901 году в Осборн-хаусе на острове Уайт на 82-м году жизни и 64-м году царствования скончалась королева Виктория.
Компания «Britten-Norman» на своей фабрике в Бембридже в конце 1960-х производила лёгкий самолёт модели «Britten-Norman Islander». Самолёт широко эксплуатируется во многих странах на местных авиалиниях малой протяженности.

## Население
На острове Уайт проживает 138 265 человек (2011), при средней плотности населения 364 чел./км².
Крупнейшие населённые пункты:
| Населённый пункт | Население, человек (2001) |
| ---------------- | ------------------------- |
| Райд             | 26 152                    |
| Ньюпорт          | 23 957                    |
| Каус             | 9663                      |
| Шанклин          | 8055                      |
| Вентнор          | 6257                      |
| Ист-Каус         | 6166                      |
| Фрешуотер        | 5360                      |
| Сандаун          | 5299                      |

## Административное деление
До 1995 года графство Остров Уайт было разделено на два района. Однако во время административной реформы совету графства Остров Уайт были переданы функции и полномочия районных советов, районные советы были упразднены и Остров Уайт стал первой унитарной единицей в Англии.

## Политика и власть

### Политика
Остров является самым маленьким графством и одновременно самым большим по количеству жителей избирательным округом в стране. Существует движение за придание острову статуса, сходного с островом Мэн.
Остров Уайт управляется советом унитарного графства, состоящим из 40 депутатов, избранных в 40 округах. В результате последних выборов 25 мест в совете занимают консерваторы.
В прошлом остров был частью графства Хэмпшир, но в 1890 году ему был присвоен статус административного графства. Церемониальные функции по-прежнему исполнялись лорд-лейтенантом Хэмпшира до реформы 1974 года, когда была введена должность лорд-лейтенанта Острова Уайт. В 1965 году военно-морской и государственный деятель, адмирал флота Луис Маунтбеттен стал губернатором острова, а в 1974 году — лорд-лейтенантом.

### Тюрьмы
Тюрьмы «Албани», «Камп Хилл» и «Паркхерст» в северо-западной части Ньюпорта составляют комплекс «HMP The Isle of Wight», в общей сложности примерно 1700 заключенных.

## Транспорт

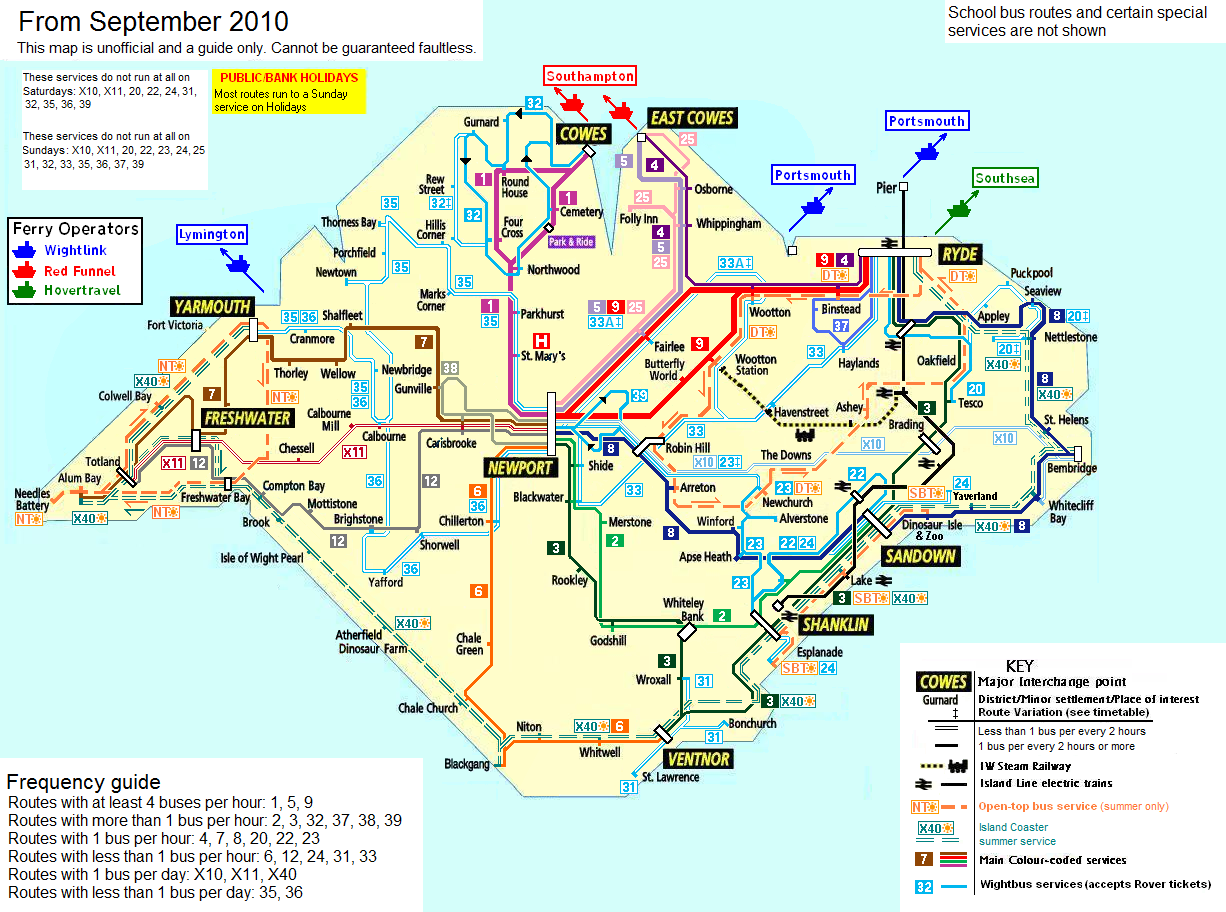
Общественный транспорт острова Уайт. Схема

Остров — важный туристический объект (большинство посетителей — жители Великобритании), с большой землёй связан несколькими паромными переправами:
- Компания «Wightlink»[14]
  - Портсмут — Райд, пассажирский катамаран.
  - Портсмут — Фишборн, автомобильный паром.
  - Лимингтон — Ярмут, автомобильный паром.
- Компания «Red Funnel»[15]
  - Саутгемптон — Каус, пассажирский катамаран.
  - Саутгемптон — Ист-Каус, автомобильный паром.
- Компания «Hovertravel»[16]
  - Саутси, Портсмут — Райд, пассажирское судно на воздушной подушке.

Крупнейший автобусный оператор острова Уайт — компания «Southern Vectis», тринадцать регулярных маршрутов, туристические маршруты, развозка школьников и посетителей крупных общественных мероприятий. На острове действует железнодорожная Островная линия. Также имеется Паровая железная дорога острова Уайт, которая функционирует в туристическом режиме.

## Парки развлечений
На острове расположены парки развлечений «Блэкгэнг Чайн» и «Робин Хилл».

## Культура
Как и многие местности Великобритании, остров имеет собственный диалект английского языка.
На острове с 1968 по 1970 и с 2002 года поныне проводится одноименный ежегодный музыкальный фестиваль. В августе 1970 года фестиваль собрал около 600 000 зрителей. С 2004 года проводится ежегодный музыкальный «Бестиваль».
Образовавшаяся в 1979 году на острове группа Level 42 исполняла изначально джаз-фанк-фьюжн в традициях Стэнли Кларка, впоследствии — поп-рок с элементами фанка, джаза и ритм-энд-блюза.

## Достопримечательности
На западе острова — меловые скалы «Иглы» (the Needles, на фотографии), на востоке — несколько курортов, паровая железная дорога, на севере — Осборн-хаус, дворец и место смерти королевы Виктории, привившей аристократии моду на отдых на Уайте. В городе Каус расположен военный музей.

Флаг острова Уайт до 2009 г.
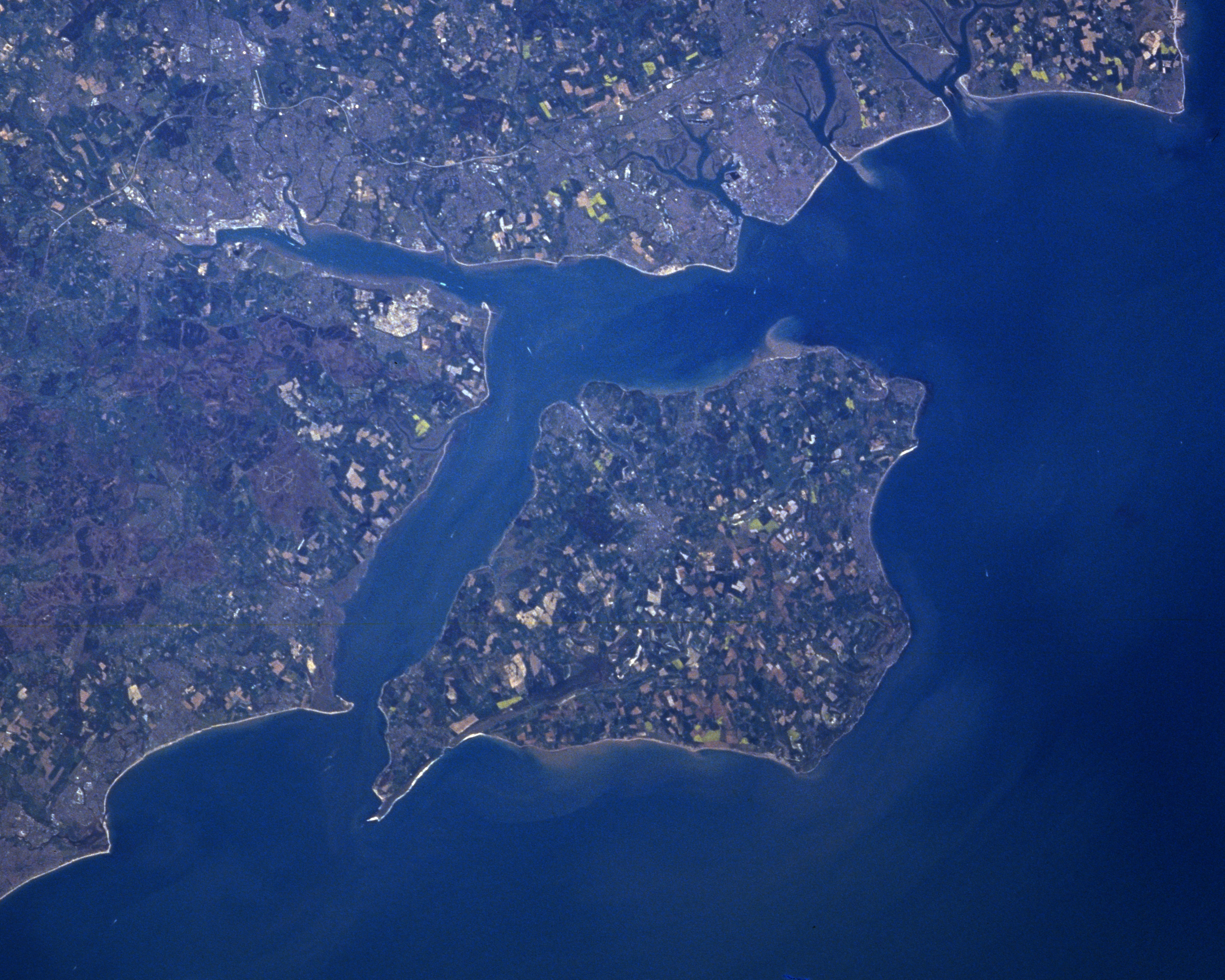
Космический снимок пролива Солент и острова Уайт
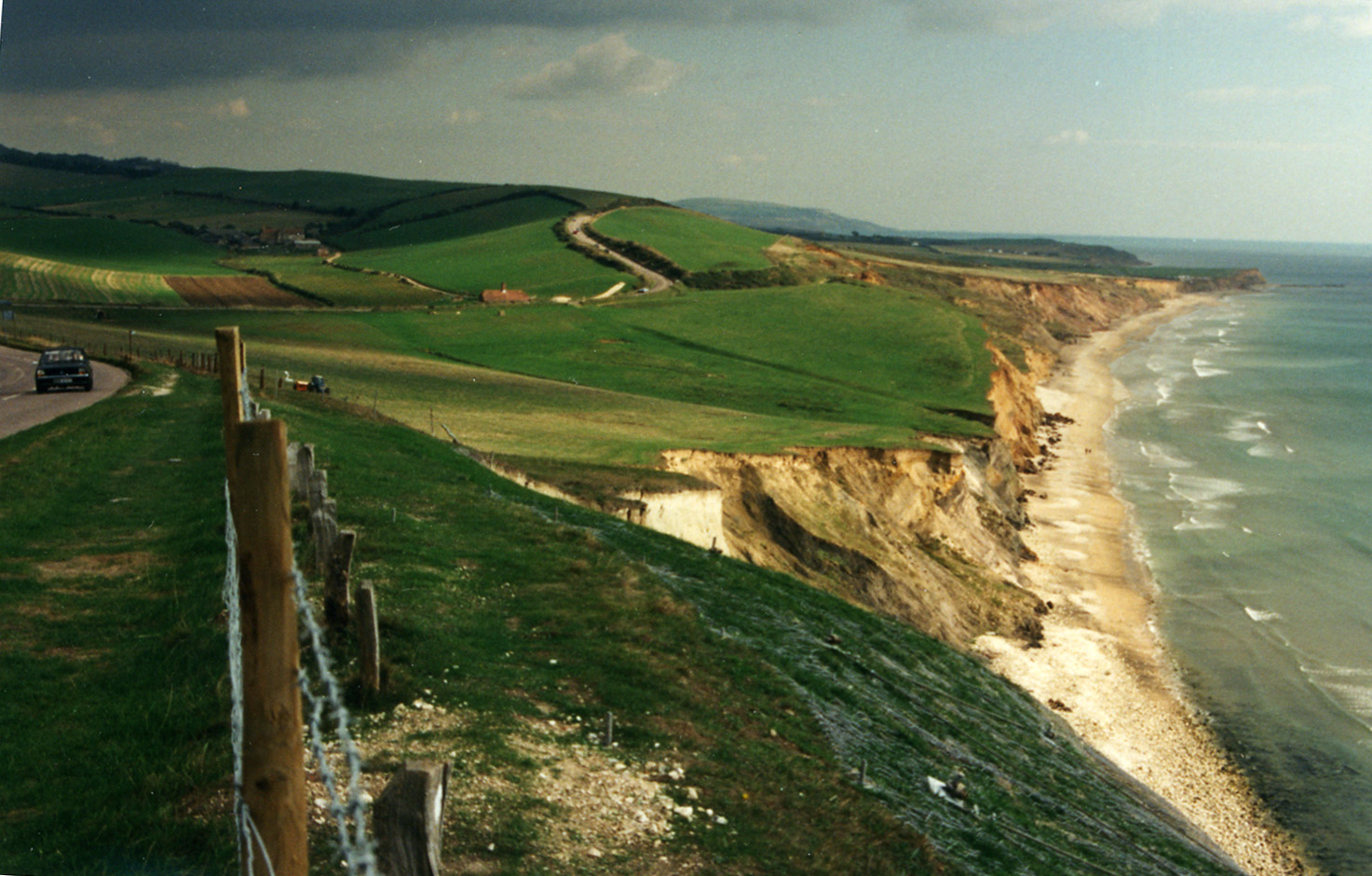
На побережье острова
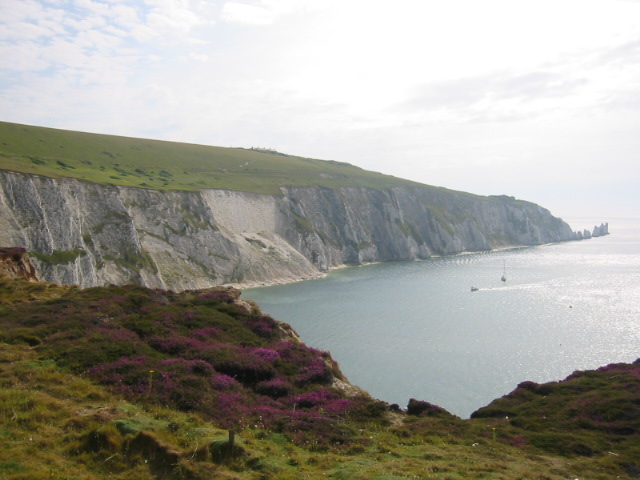
Вид из Хедон-Уоррена
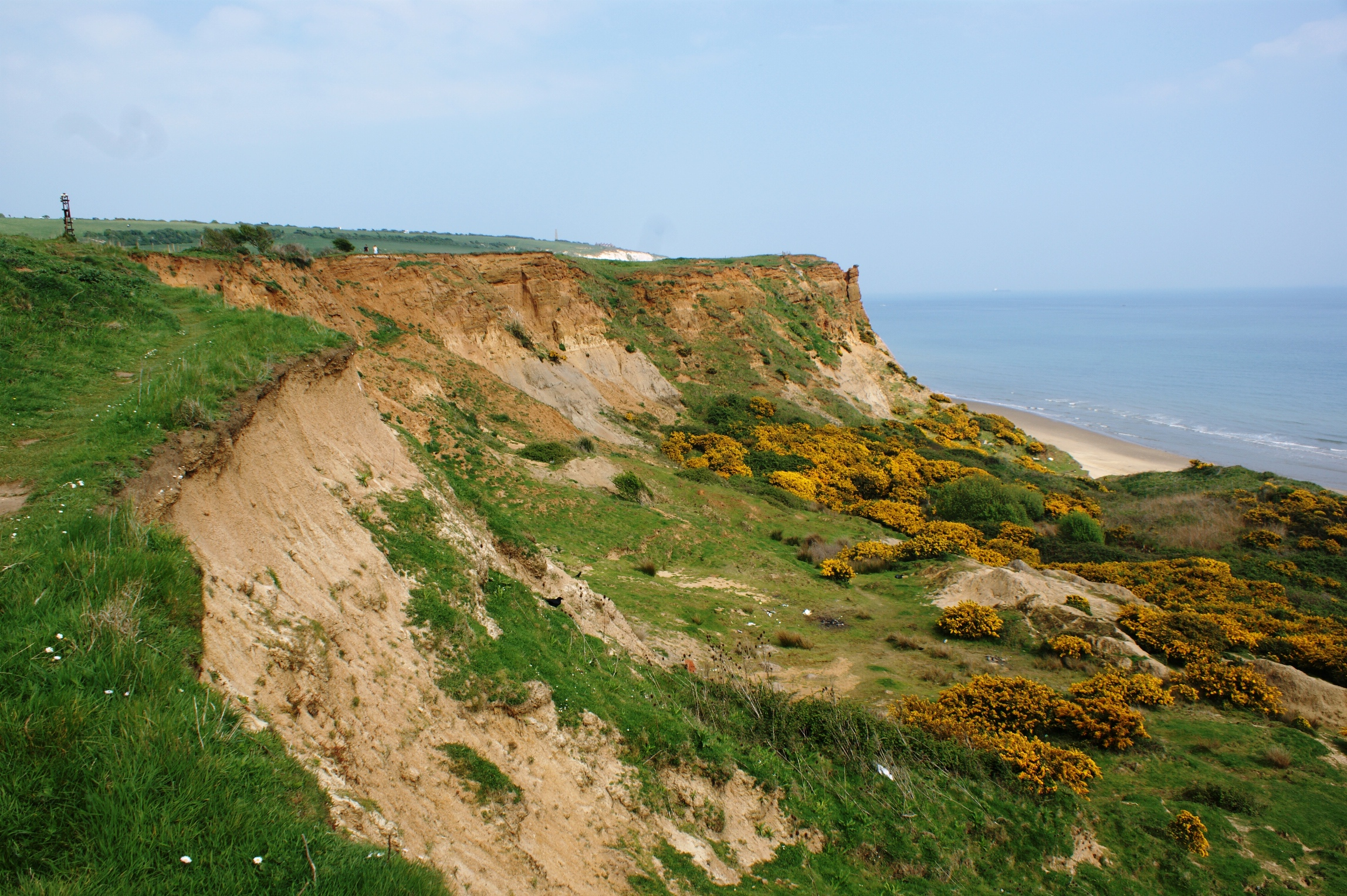
Эрозия на скалах Калвер
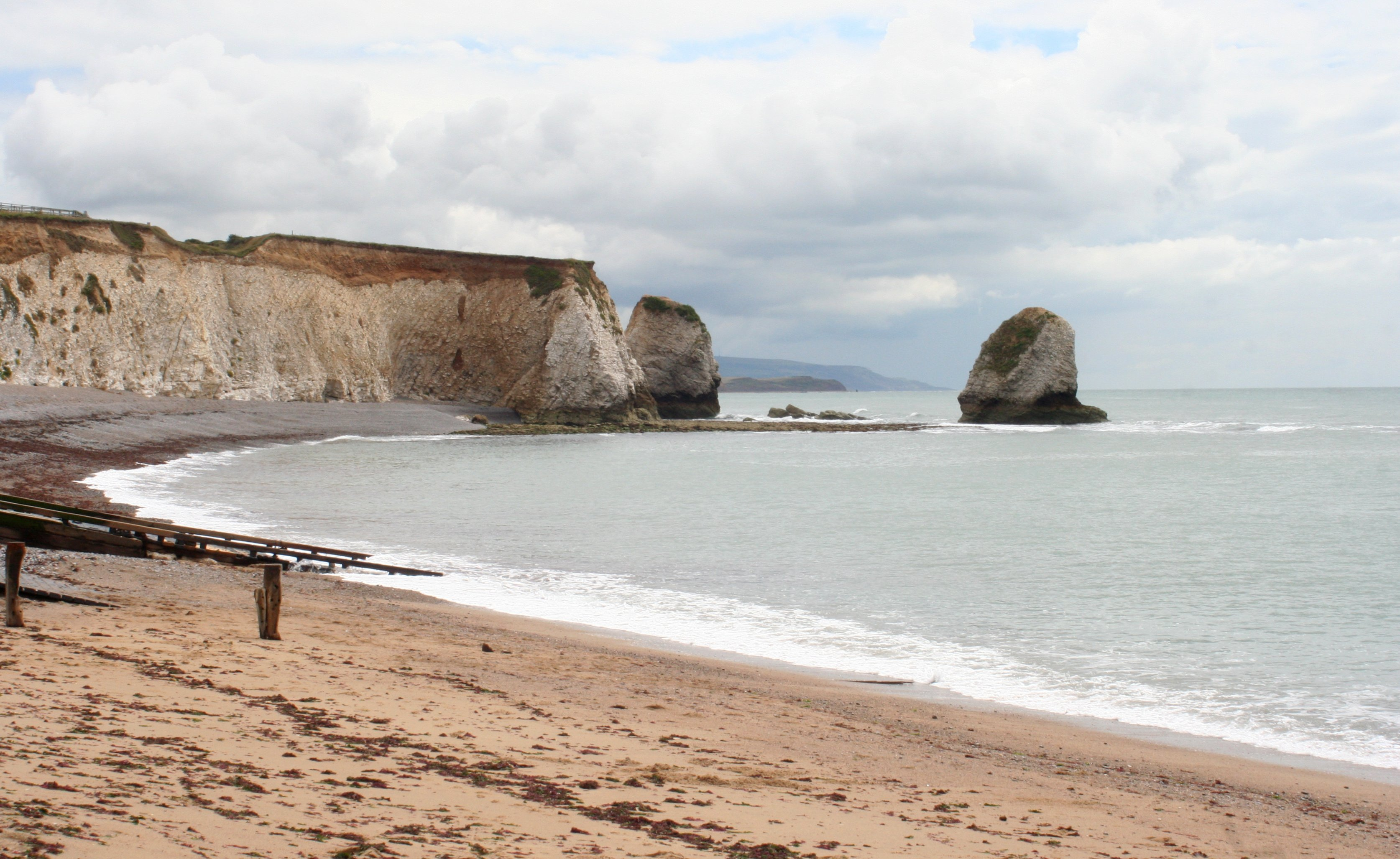
Залив Фрешуотер
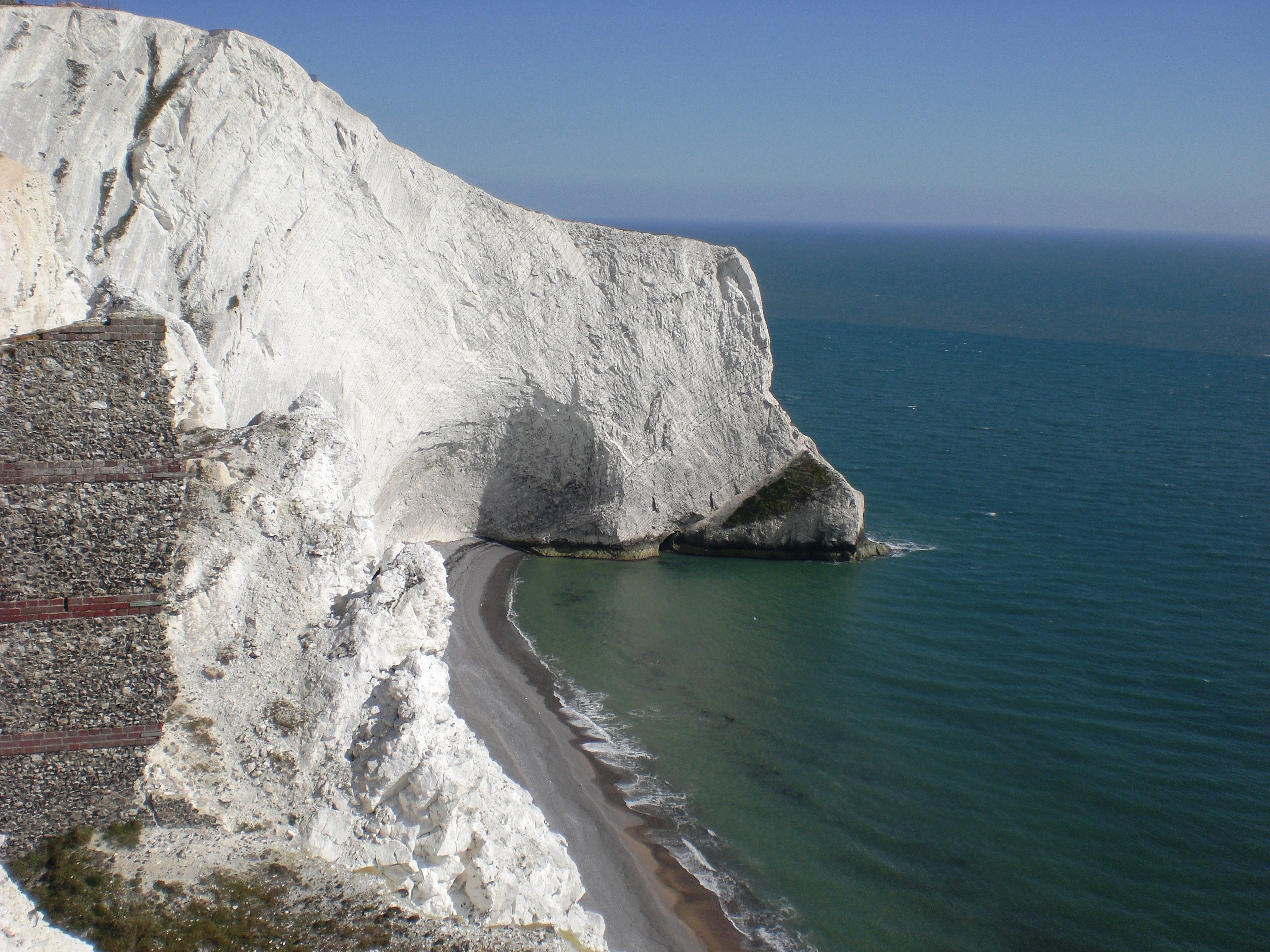
Залив Скретчел-Бэй
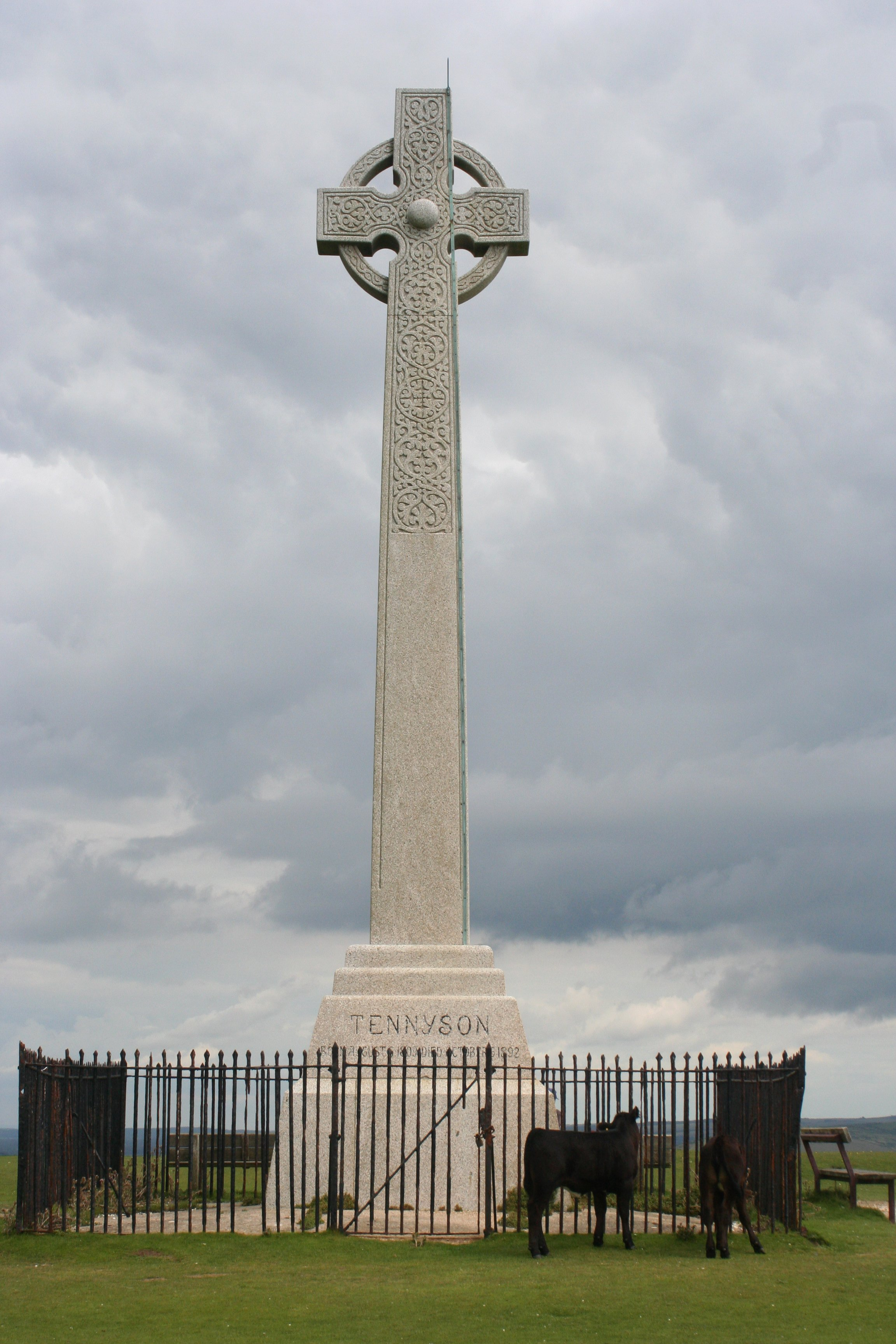
Западная сторона монумента Альфреду Теннисону на Теннисон-Даун